# Black (priimek)
Black je priimek več znanih oseb:
- Cilla Black (*1943), angleška pevka
- Claudia Black (*1972), avstralska igralka
- Clint Black (*1962), ameriški country pevec
- Davidson Black (1884—1934), kanadski antropolog
- Hugh Black (1868—1953), škotsko-ameriški teolog in pisatelj
- Frank Black (*1965), ameriški glasbenik
- Jack Black (*1969), ameriški igralec in pevec
- James Black, avstralski tenisač
- James D. Black (1849—1938), ameriški politik, guverner Kentuckyja
- James Whyte Black (1924—2010), škotski zdravnik in farmakolog, nobelovec 1988
- Jeremiah Sullivan Black (1810—1883), ameriški pravnik in politik
- Joseph Black (1728—1799), škotski kemik
- Karen Black (*1942), ameriška igralka in pevka
- Larry Black (1951—2006), ameriški atlet
- Max Black (1909—1988), angleško-ameriški filozof
- William Black (1841—1898), škotski pisatelj